# Infectious Grooves
Gli Infectious Grooves sono un supergruppo statunitense, fondato da Mike Muir dei Suicidal Tendencies nel 1989 con il chitarrista Dean Pleasants (successivamente anche nei Suicidal Tendencies), Adam Siegel degli Excel, il bassista Robert Trujillo (anch'egli nei Suicidal Tendencies e successivamente nei Metallica) e il batterista Stephen Perkins dei Jane's Addiction. Negli anni successivi si sono alternati diversi musicisti intorno a Muir, Pleasants e Trujilo, che sono sempre rimasti i principali componenti della formazione.

## Storia
Il gruppo nacque principalmente come strumento di Muir per sperimentare e suonare nuova musica per divertimento, mentre sviluppava la propria carriera nei Suicidal Tendencies. La prima pubblicazione di materiale a loro nome avviene con l'album The Plague That Makes Your Booty Move... It's the Infectious Grooves, del 1991. In seguito il gruppo propose altro materiale e si esibì in supporto degli stessi Suicidal Tendencies in tour.
La band apparì anche nel film Il mio amico scongelato del 1992, mentre suona ad una festa per la maggiore età. Dopo la realizzazione del loro quarto album di inediti, nel 2000, il gruppo rimase inattivo fino al 2007, quando riprese l'attività dal vivo. Nel 2010 il gruppo annuncia il ritorno alla formazione originale e il primo tour nordamericano in 10 anni, con il ritorno alla batteria di Brooks Wackerman e al basso di Robert Trujillo a fianco ai membri storici Mike Muir e Dean Pleasants, mentre il defunto Adam Siegel viene sostituito da Jim Martin dei Faith No More. Negli spettacoli del 2013 e del 2014 torna alla batteria Stephen Perkins, mentre nel 2019, per una sola data in Brasile, è ancora Wackerman a esibirsi con il gruppo. Nel 2020 viene pubblicato l'EP Take U On A Ride - Summer Shred Sessions, Vol. 1, contenente tre tracce inedite registrate nel 1995 e una nuova traccia registrata con la formazione del 2019.

## Stile
Su un impianto musicale prettamente funk rock, gli Infectious Grooves inseriscono parti umoristiche e persino comiche e caricaturali di stereotipi sociali del tempo. Tra i brani dell'album si trovano spesso siparietti, con protagonista un rettile antropomorfo di nome Sarsippius Sulemenagic Jackson III. Una sua versione animata comparve, ad un certo punto, nei loro concerti, in veste teatrale e di mascotte.

## Formazione

### Formazione attuale
- Mike Muir - voce (1989-2000, 2007-presente)
- Dean Pleasants - chitarra (1989-1995, 1997-2000, 2007-presente)
- Robert Trujillo - basso (1989-1997, 2010-presente)

### Ex componenti
- Adam Siegel - chitarra (1989-1995, 1995-1997)
- Tim Stewart - chitarra (2007-2008)
- Dave Nassie - chitarra (1995-1997, 2010)
- Rocky George - chitarra (1995-1997)
- Stephen Bruner - basso (2007-2008)
- Josh Paul - basso (1997-2000)
- Stephen Perkins - batteria (1990-1991, 2013-2014)
- Eric Moore - batteria (2007-2008)
- Brooks Wackerman - batteria (1993-2000, 2010, 2019-2020)
- Josh Freese - batteria (1992-1993)

## Turnisti
- Dave Kushner - chitarra (2024-presente)
- Jay Weinberg - batteria (2024-presente)
- Jim Martin - chitarra (2013, 2014, 2019)
- Dave Dunn - tastiera (1991-1993)

## Discografia

### Album
- 1991 - The Plague That Makes Your Booty Move... It's the Infectious Grooves
- 1993 - Sarsippius' Ark (Limited Edition)
- 1994 - Groove Family Cyco
- 2000 - Mas Borracho

### EP
- 2020 - Take U On A Ride - Summer Shred Sessions, Vol. 1

### Split
- 2008 - Year of the Cycos (con Suicidal Tendencies, Cyco Miko e No Mercy)
- 2010 - Funk It Up & Punk It Up: Live in France '95 (con Cyco Miko)